# Mel Martinez

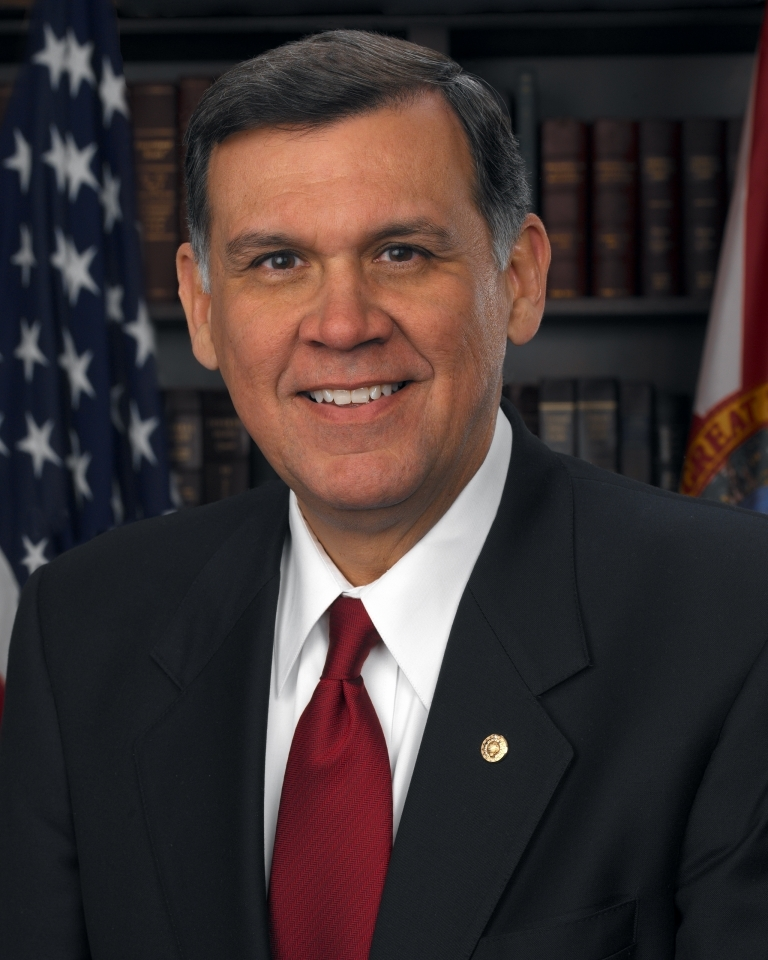
Mel Martinez

Mel Martinez (Melquíades Rafael Martínez), född 23 oktober 1946 i Sagua La Grande på Kuba, är en amerikansk republikansk politiker. Han var partiordförande (general chairman of the Republican National Committee) från januari till oktober 2007 och ledamot av USA:s senat 2005–2009. Han var USA:s bostadsminister 2001–2003. Martinez är katolik.
Martinez meddelade i augusti 2009 att han avgick som senator för Florida, innan den sexåriga mandatperioden var slut, och guvernör Charlie Crist utnämnde George LeMieux till hans efterträdare för resten av mandatperioden.